# Jezioro Polne
Jezioro Polne – jezioro w woj. wielkopolskim, w powiecie czarnkowsko-trzcianeckim, w gminie Krzyż Wielkopolski, leżące na terenie Pojezierza Wałeckiego.

## Dane morfometryczne
Powierzchnia zwierciadła wody według różnych źródeł wynosi od 2,06 ha (lustra wody) przez 2,5 ha do 3,08 ha (ogólna).
Zwierciadło wody położone jest na wysokości 47,9 m n.p.m.

## Hydronimia
Według spisu opracowanego przez Komisję Nazw Miejscowości i Obiektów Fizjograficznych (KNMiOF) oraz według danych z państwowego rejestru nazw geograficznych zestandaryzowana nazwa tego jeziora to Jezioro Polne. W różnych publikacjach jezioro to występuje pod nazwą Żelichowskie Jajko. Dane z państwowego rejestru nazw geograficznych nie podają żadnych nazw obocznych tego jeziora.
Około 2 km na południowy zachód od Jeziora Polnego położone jest jezioro Perliste, które w niektórych źródłach nazywane jest Polne.